# Vol Japan Airlines 123
Le 12 août 1985, le Boeing 747SR-46 assurant le vol 123 de Japan Airlines entre Tokyo et Osaka, s'écrase près du mont Osutaka, à 100 km de Tokyo, au Japon. Il y a 520 morts parmi les 524 personnes à bord, ce qui en fait le pire accident aérien de l'histoire impliquant un seul appareil, et le deuxième plus meurtrier (hors les attentats du 11 septembre 2001) après la collision de l'aéroport de Tenerife survenue en 1977. 
Quatre passagères survivent à l'accident. Elles sont alors assises côte-à-côte dans la rangée 56 : Yumi Ochiai, vingt-cinq ans, une hôtesse de l'air de la compagnie JAL, coincée entre plusieurs sièges ; Hiroko Yoshizaki, une femme de trente-quatre ans et sa fille de huit ans Mikiko, trouvées dans la section intacte du fuselage ; et une jeune fille de douze ans, Keiko Kawakami, trouvée assise sur une branche au sommet d'un arbre.
L'accident est dû à la rupture en vol de la cloison arrière de l'appareil, qui a entraîné sa dépressurisation rapide. La pression de l'air a subitement migré à l'intérieur de l’empennage vertical ce qui a provoqué son arrachement et la perte des quatre systèmes hydrauliques. Pendant trente minutes, les pilotes essayèrent de contrôler la trajectoire de l'appareil avec la seule puissance des moteurs, avant que l'avion ne s'écrase. 
Cette cloison avait été mal réparée après un précédent incident, survenu sept années plus tôt. La queue de l'appareil avait raclé la piste au cours d'un atterrissage trop cabré. Le fuselage avait été abîmé sur une quinzaine de mètres.

## Avion et équipage
L’appareil est un Boeing 747SR-46, pour Short Range, une version modifiée de cet avion gros-porteur destinée à emporter plus de 550 passagers lors des vols intérieurs nippons. L'appareil effectue son premier vol le 28 janvier 1974. Avant l'accident, il avait 25 030 heures de vol en 18 835 cycles.
Le commandant de bord du vol JL123 est Masami Takahama (quarante -neuf ans), qui servait comme pilote instructeur pour la formation du copilote durant ce vol, le supervisant en gérant les communications radio, tout en agissant également en tant que copilote. C'était un pilote vétéran de Japan Airlines, ayant cumulé environ 12 423 heures de vol, dont environ 4 842 heures sur 747.
Le copilote est Yutaka Sasaki (trente-neuf ans), en formation pour être promu au grade de commandant de bord, le vol 123 étant l'un de ses derniers vols de formation et d'évaluation, agissant en tant que commandant du vol. Il totalise environ 3 963 heures de vol à son actif, dont environ 2 665 heures avec le 747.
Le mécanicien navigant est Hiroshi Fukuda (quarante-six ans), un autre vétéran de la compagnie aérienne, avec environ 9 831 heures de vol à son actif, dont environ 3 846 heures en 747.

## Déroulement des faits

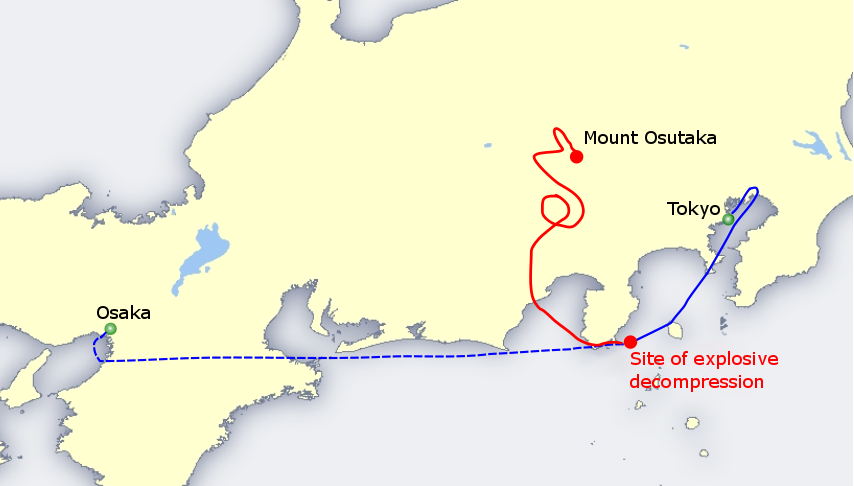
Trajet suivi par le vol JL123 ; en rouge : depuis la décompression explosive.

Le vol 123 décolla à 18 h 12 de l'aéroport international Haneda de Tokyo en direction de l'aéroport international d'Ōsaka. Douze minutes après le décollage, alors que l'appareil gagnait son altitude de croisière au-dessus de la baie de Sagami, une explosion se produisit au niveau de l'empennage et l'appareil perdit une partie de sa gouverne de direction qui tomba en mer, causant la dépressurisation de la cabine et la perte totale des trois[réf. souhaitée]systèmes hydrauliques de l'appareil, rendant l'avion incontrôlable. 
La cabine est dépressurisée, plusieurs alarmes sonnent et les pilotes pensent avoir perdu la porte R5. Alors que l'appareil, survolant la petite île d'Oshima, n'a pas encore atteint son altitude de croisière, le commandant de bord chevronné, Masami Takahama demande l'autorisation pour un retour à Haneda.

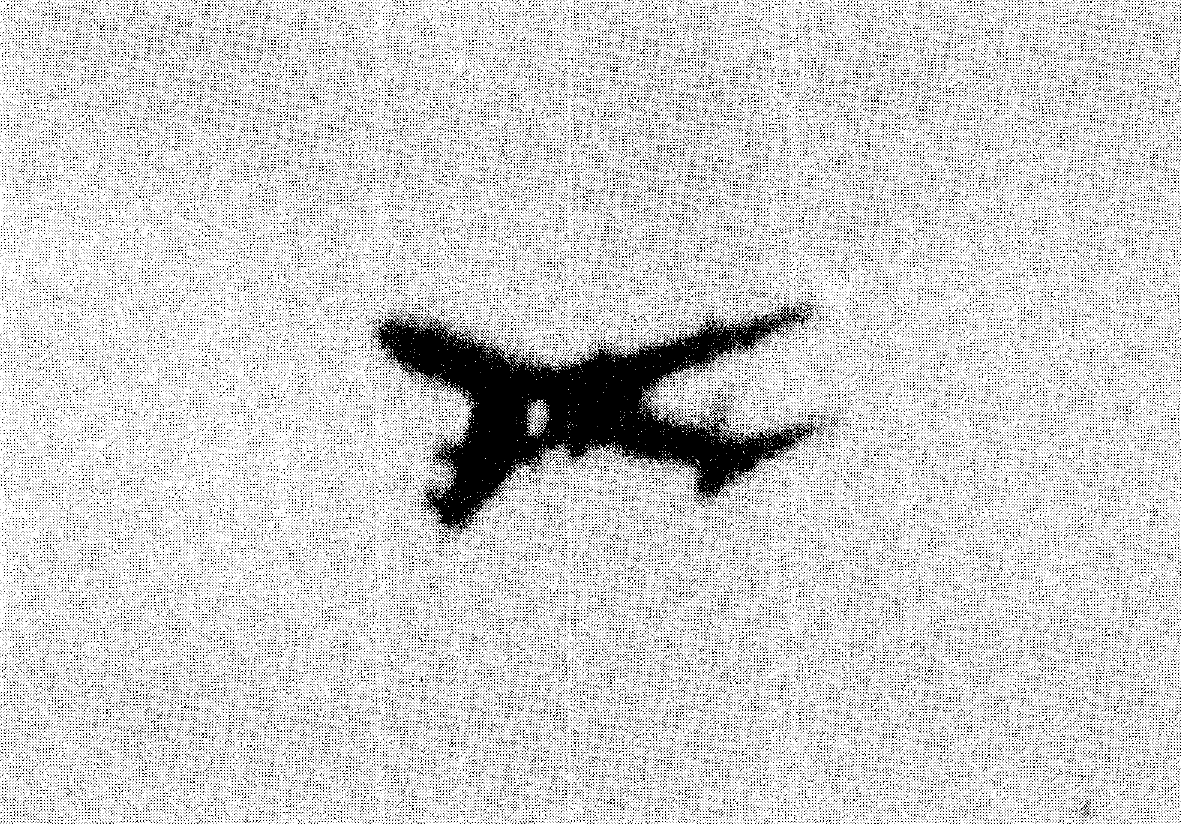
Photo montrant l'avion en détresse, environ six minutes avant l'écrasement, avec son stabilisateur vertical en grande partie arraché.

Une photographie restée célèbre prise depuis le sol montre l'appareil sans cette dérive. Les pilotes transmirent immédiatement par le transpondeur un signal de détresse au centre de contrôle aérien de Tokyo afin que l'appareil soit autorisé à descendre et puisse disposer de trajectoires pour un atterrissage d'urgence. Les pannes  continuant, ils demandèrent d'abord des caps pour retourner à Haneda, puis pour rejoindre la base aérienne américaine de Yokota, puis à nouveau à Haneda (au gré des errements de l'appareil, devenu quasiment incontrôlable). Plusieurs aéroports de dégagement sont envisagés, que l’avion n’est plus apte à rejoindre[réf. nécessaire].
L'avion se cabra et monta à plus de 7 000 mètres. Le manque d'oxygène perturbait l'équipage qui ne portait pas de masque. Les pilotes réduisirent la poussée des moteurs, faisant ainsi redescendre l'appareil. Ce n'est qu'après être descendu à 4 100 m que les pilotes indiquèrent pour la première fois au contrôle aérien que l'appareil était incontrôlable, l'avion étant entré dans une trajectoire phugoïde. Il survola la péninsule d'Izu puis se redirigea vers la côte et continua à descendre jusqu'à 2 100 m, avant que les pilotes ne parviennent à le faire remonter. 
L'appareil remonta à 4 000 m, avant d'entamer une descente non contrôlée au milieu des montagnes, pour finalement disparaître des écrans radars à 18 h 56, à l'altitude de 2 100 m. Les pilotes se battaient avec les systèmes encore fonctionnels pour essayer de trouver la moindre possibilité de contrôler l'avion[réf. nécessaire].
Durant la période précédant l'écrasement, les pilotes s'efforcèrent de maintenir une marge d'altitude en s'aidant uniquement de la puissance des moteurs, étant donné que tous les systèmes hydrauliques servant à faire monter et descendre l'appareil via les gouvernes étaient inopérants. Au terme d'une trentaine de minutes d’une interminable perdition, l’appareil entame une plongée vertigineuse vers le sol depuis une altitude de 13 000 pieds.
L'avion percuta finalement un col de montagne à la suite de cette perte de contrôle, fit un tonneau en survolant une vallée avant de s'écraser sur le dos contre la montagne opposée[réf. nécessaire].

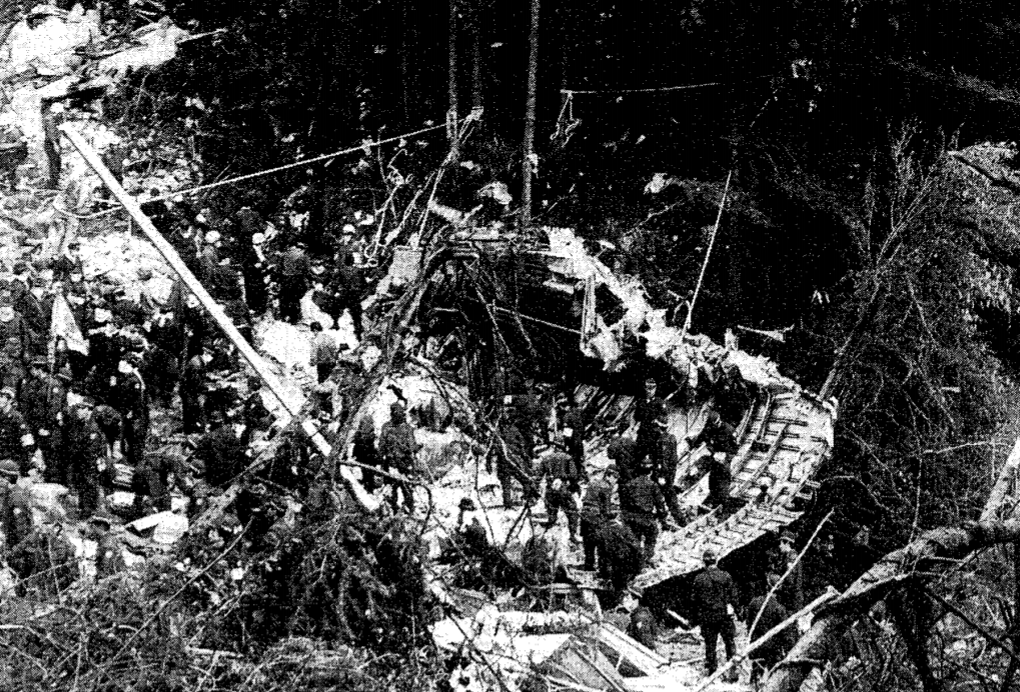
Débris du 747 accidenté, au site d'écrasement du vol JL123.

Les quelque trente minutes séparant la perte de la dérive de l'écrasement furent assez longues pour que certains passagers aient le temps d'écrire des adieux à leurs familles[réf. nécessaire].

## Opérations de secours
Le gouvernement japonais expliqua qu'en raison de la pluie, de la difficulté du terrain et du manque de visibilité, les équipes de secours ne purent parvenir au site de l'écrasement que le matin suivant, soit douze heures après l'accident. La plupart des corps purent être identifiés et furent enterrés dans le village d'Ueno, à proximité du lieu de l'accident.
Il y eut une certaine confusion quant à l'organisation des secours immédiatement après l'écrasement. Un hélicoptère de l'US Air Force était le premier à arriver sur les lieux du drame, vingt minutes après l'impact. Il informa la base aérienne de Yokota de la nécessité d'envoyer des équipes de secours. Les représentants du gouvernement japonais ordonnèrent à l'hélicoptère américain de rentrer à sa base, car les forces japonaises d'autodéfense (JSDF) étaient en route. Bien qu'un hélicoptère des JSDF survolât les débris pendant la nuit, il rapporta que la mauvaise visibilité rendait délicat tout atterrissage. Ne voyant aucune trace de vie, il n'essaya pas de se poser. Les premiers secours n'arrivèrent finalement qu'au matin, soit plus de douze heures après l'écrasement. Des survivants sont probablement morts pendant ce délai : l'hôtesse de l'air en repos pendant le vol, survivante de l'accident, déclara depuis l'hôpital qu'elle se souvenait de lumières brillantes et du bruit du rotor d'un hélicoptère après s'être réveillée au milieu des débris. Elle avait entendu un garçon et sa mère s'appeler et se parler, puis dans la nuit elle ne les entendit plus.
Un nombre substantiel de passagers a probablement survécu à la chute de l'appareil, puis succomber ensuite d'hypothermie faute d'avoir été secouru. Le manque de rapidité dans la réponse des autorités japonaises a conduit à des rumeurs au Japon insinuant que le gouvernement japonais espérait qu'il n'y aurait aucun survivant, l'appareil transportant une cargaison supposément secrète. Cette théorie est peu crédible, la bureaucratie gouvernementale et militaire suffisant à expliquer cette lenteur.

## Passagers
| Victimes par nationalité | Victimes par nationalité | Victimes par nationalité |
| Nationalité              | Passagers                | Équipage                 |
| ------------------------ | ------------------------ | ------------------------ |
| Japon                    | 488                      | 15                       |
| Hong Kong                | 4                        | -                        |
| Italie                   | 2                        | -                        |
| États-Unis               | 2                        | -                        |
| Allemagne                | 1                        | -                        |
| Royaume-Uni              | 1                        | -                        |
| Pérou                    | 1                        | -                        |
| Autres                   | 10                       | -                        |
| Totaux à bord            | 509                      | 15                       |

Le vol s’effectuait pendant le festival bouddhiste, O-Bon, où de nombreux Japonais effectuent des voyages annuels soit à destination de leurs villes natales, soit de centres de villégiature. Vingt-et-un passagers non japonais étaient à bord. 

Les quatre survivantes, donc toutes des femmes, étaient assises côte-à-côte dans la rangée 56 à l'arrière de l'appareil :
- Yumi Ochiai, vingt-cinq ans, une hôtesse de l'air de la compagnie Japan Airlines, coincée entre plusieurs sièges.
- Hiroshi Yoshizaki, une femme de trente-quatre ans et sa fille de huit ans Mikiko, trouvées dans la section intacte du fuselage.
- Une jeune fille de douze ans, Keiko Kawakami, trouvée assise sur une branche au sommet d'un arbre. Ses parents et sa petite sœur sont morts dans l'accident.

Parmi les victimes, se trouvaient le chanteur et acteur japonais Kyū Sakamoto et le banquier japonais, Akihisa Yukawa, père de la violoniste Diana Yukawa.

## Cause de l'accident

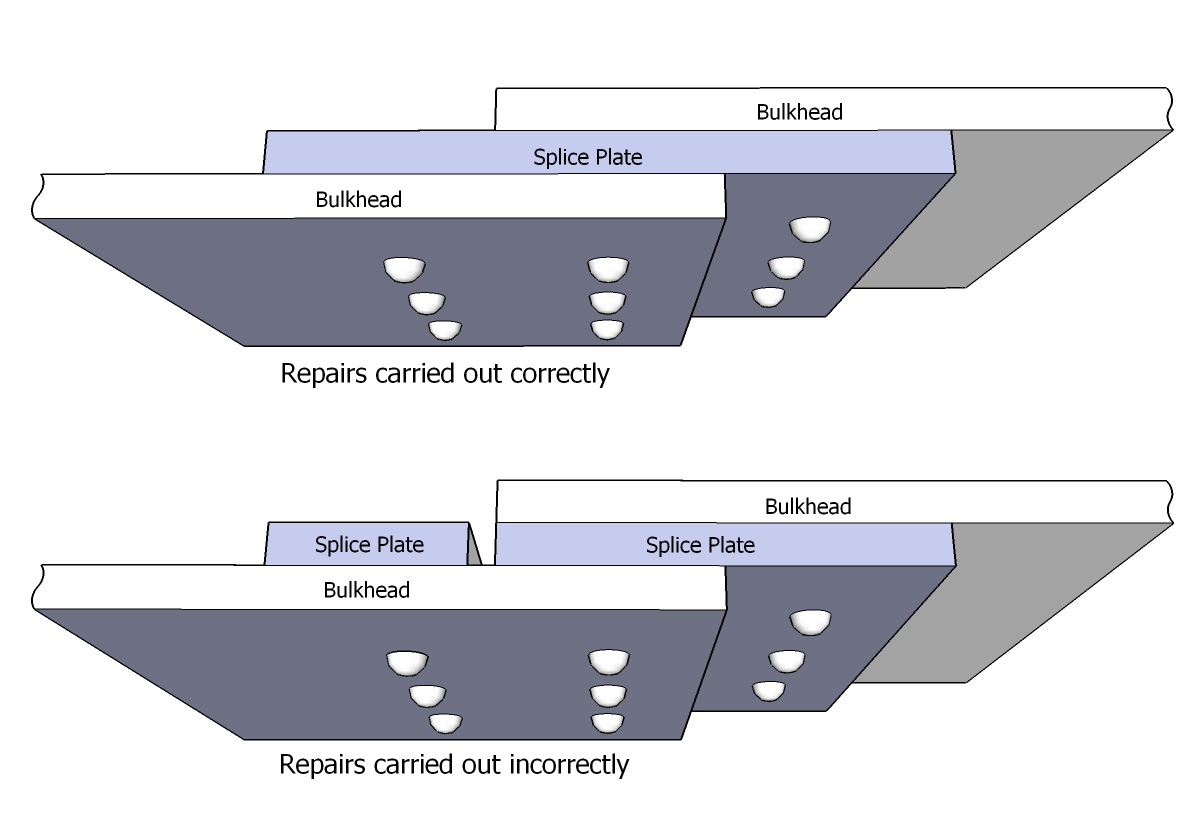
Représentation de la réparation de la cloison de pressurisation arrière du 747 accidenté.

Les boîtes noires sont retrouvées et rapidement dépouillées. L’étude des derniers instants d’enregistrement sonore montre qu’il y a eu deux impacts au sol séparés de quelques secondes. Entre eux, l’enregistrement continue avec la voix automatique du GPWS qui annonce l’approche du sol.
La cause de l'écrasement réside, selon la Commission d'enquête japonaise sur les accidents aériens et ferroviaires, dans trois raisons :
1. L'appareil a été impliqué dans un précédent accident dans lequel la queue a touché la piste au cours d'un atterrissage (tailstrike), à l'aéroport d'Itami, le 2 juin 1978. Cet événement a endommagé l'extrémité arrière du fuselage (rear pressure bulkhead ), particulièrement soumise à la pressurisation de la cabine en phase de croisière. Cette pièce est équivalente à un couvercle de cocotte-minute[6].
2. Les réparations faites par la compagnie Boeing elle-même ont été mal conduites. La procédure demandait une pièce à double rangée de rivets, or les techniciens ont utilisé à la place deux pièces à simple rangée de rivets. La résistance de cette partie de l'appareil a ainsi été diminuée de 70 %[1],[6]. Des micro-fissures se sont créées au cours d'un phénomène de fatigue métallique. Ces micro-fissures se sont propagées dans la pièce sous les effets des variations de pression atmosphérique contraignant la pièce pendant les 12 319 rotations (cycles atterrissage-décollage) opérées depuis le tailstrike du 2 juin 1978. La pièce a ainsi rompu de manière soudaine lors du vol (selon l'image de la rupture du couvercle de cocotte-minute), peu avant l'altitude de croisière à 24 000 pieds, sous l'effet de la différence de pression entre la cabine et l'atmosphère réduite à cette altitude. L'investigation a calculé que la réparation non conforme réduisait la durée de vie de la pièce à 10 000 rotations, valeur proche des 12 319 rotations effectuées par l'appareil entre le 2 juin 1978 et le 12 août 1985[6].
3. Lorsque la cloison arrière s'est rompue, la décompression explosive entraîna la destruction des quatre circuits hydrauliques et l'arrachage de la dérive. Sans ces circuits, l'appareil était incontrôlable, les pilotes tentant de maîtriser l'appareil pendant environ 32 minutes par la seule poussée dissymétrique des quatre moteurs[6].

La Japan Airlines accepta partiellement sa responsabilité dans ce désastre, car la queue de l'appareil produisait des sifflements intermittents, révélant ainsi un défaut dans le fuselage. Cette anomalie était connue depuis des années, sans aucune réaction du personnel de maintenance de la compagnie.
Le responsable de maintenance de la Japan Airlines se suicida après cet événement, tandis que le président démissionna et présenta des excuses personnelles aux familles des victimes ,. La Japan Airlines en général, pâtit énormément de ce drame.

## Musique
Les 36 dernières secondes de la boîte noire de l'avion ont été intégrées en piste cachée sur l'album Reise, Reise du groupe allemand Rammstein.
Les paroles de la chanson D'Osaka à Tokyo du chanteur français Allain Leprest sont une traduction presque littérale d'un message d'adieu écrit par un passager et retrouvé dans les débris.

## Documentaires télévisés
- « Les derniers instants du JAL 123 », 6e épisode de la 6e saison de La Minute de vérité sur National Geographic Channel et sur Direct 8.
- L'accident a fait l'objet de deux épisodes dans la série documentaire Air Crash nommé « Hors de contrôle » (saison 3 - épisode 3) et « Point de pression » (saison 23 - épisode 3).